# Ilo Mitkë Qafëzezi

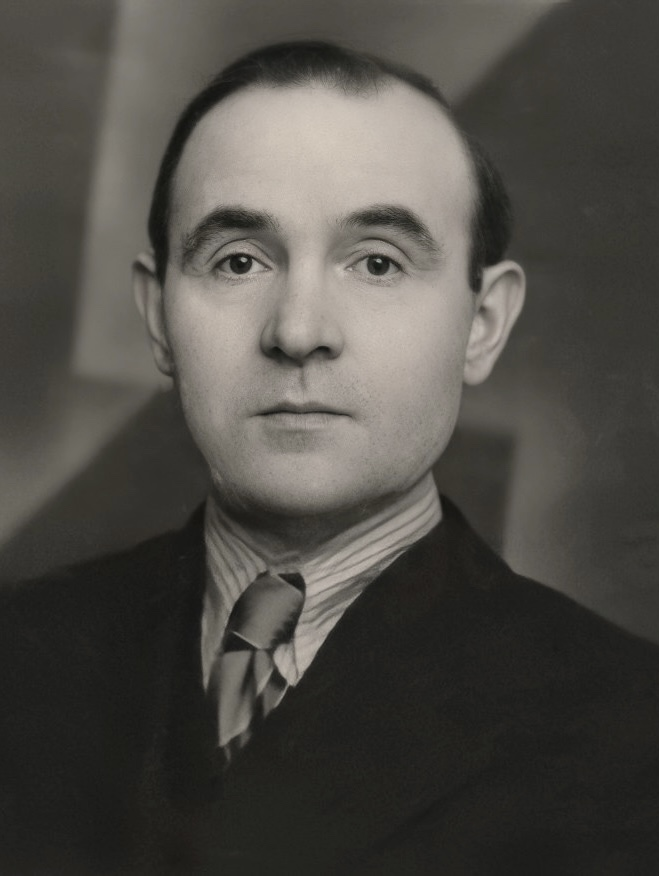
Ilo Mitkë Qafëzezi in den 1930ern

Ilo Mitkë Qafëzezi (* 5. November 1889 in Korça, gest. 16. April 1964 ebenda) war ein walachischer Schriftsteller, Historiker, Schuldirektor und Koranübersetzer aus Albanien. Er übersetzte 1921 erstmals den Koran ins Albanische. Dabei folgte er französischen und englischen Vorlagen. Erst im Jahr 1929 erschien Ibrahim Dallius Übersetzung aus dem arabischen Originaltext.

## Leben
Qafëzezi wurde noch im Osmanischen Reich geboren und wanderte mit 13 Jahren ins Königreich Rumänien aus. Später emigrierte er in die Vereinigten Staaten. 1924 kehrte er nach Korça in das damalige Fürstentum Albanien zurück, wo er als Lehrer und später als Schuldirektor für die rumänische Schule der Stadt arbeitete, die hauptsächlich von der aromunischen Minderheit besucht wurde. Bis zum Zweiten Weltkrieg galt er als der bekannteste und führende Biograph im damaligen Königreich Albanien.
Als Autodidakt war Qafëzezi sehr energisch und verfasste zahlreiche Veröffentlichungen in verschiedensten literarischen und geschichtswissenschaftlichen Zeitschriften. Für historische Dokumente, Schriften und Personen aus dem 18. Jahrhundert entwickelte er eine systematische Erfassung. Er veröffentlichte auch wichtige historische Werke über den Ort Voskopoja, das damalige Zentrum der aromunischen Minderheit in Albanien. Auch über die Städte Berat und Vithkuq schrieb er Bücher. Er entdeckte die Handschriften von Theodor Kavalliotises sowie eine Kopie der ersten Ausgabe der Εισαγωγική Διδασκαλία (Einführende Einweisung) von Daniel Moscopolites, welches 1794 in Venedig veröffentlicht worden war. Später entdeckte er Manuskripte des Konstantin von Berat sowie das Wörterbuch von Naum Veqilharxhi aus dem Jahre 1844. Qafëzezi übersetzte die Alipaschiade, ein Gedicht über Ali Pascha von Janina, welches ursprünglich auf Neugriechisch vom Albaner Haxhi Shehreti verfasst worden war.

## Werke (Auswahl)
- Protopapa Theodhor Nastas Kavalioti, Lehrer der Neuen Akademie von Voskopojë, 1718–1719
- Übersetzung des Korans in das Albanische, 1921